# الدعارة حسب البلد

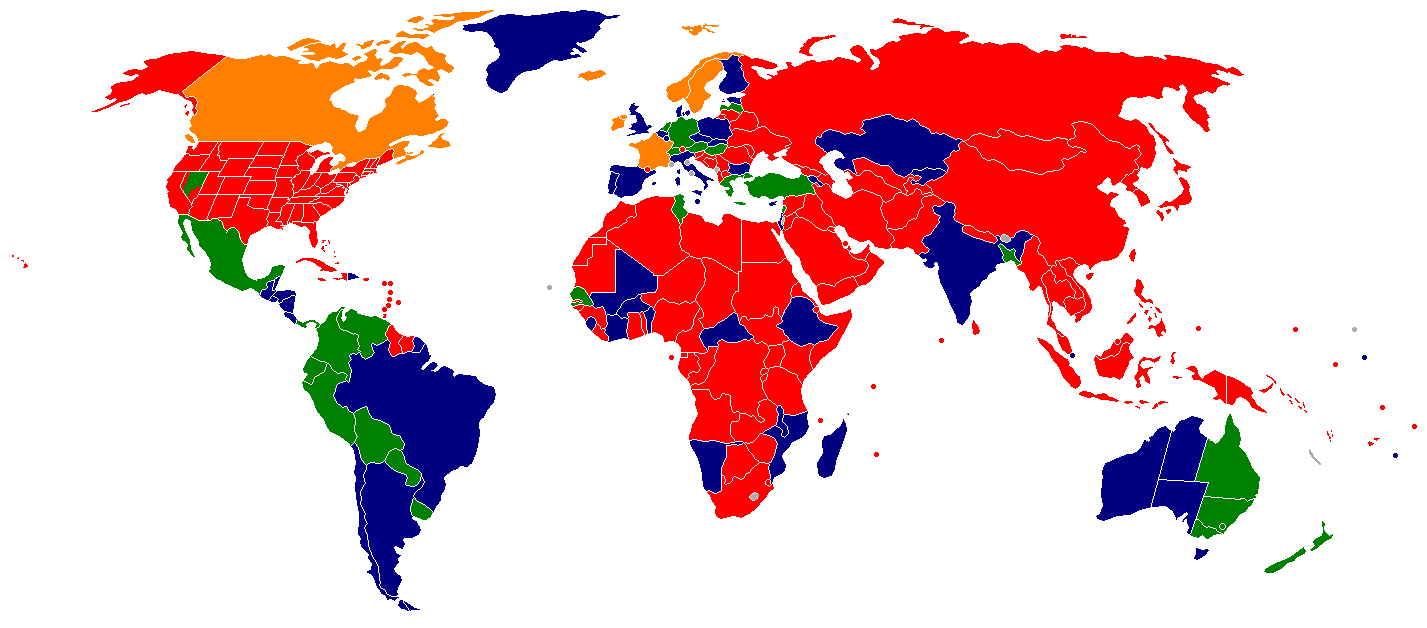
الدعارة قانونية ويتم تنظيمها
الدعارة (مبادلة الجنس بالنقود) قانونية، ولكن من غير القانوني إجراء نشاطات منظمة على غرار دور الدعارة والقوادة؛ الدعارة لا يجري تنظيمها
من غير القانوني شراء الجنس، من القانوني بيع الجنس
الدعارة غير قانونية
لا تتوافر بيانات

مفهوم الدعارة عالمياً ينقسم إلى شقين:
الأول: وهو البغاء وهو توفير وبيع الجنس.
الثاني: وهو صناعة الجنس وهو يشمل جميع أنواع صناعة الجنس من رقص التعري، أو توفير الجنس عبر الإنترنت، أو خدمات الجنس.
وقد تم التفريق بين هذين المفهومين، لأن النظام القضائي يفرق بين البغاء وصناعة الجنس من حيث الترخيص والممنوعات والمسموح به والعقاب لكل منهما.

## الدعارة في أوروبا
في بعض الدول تعتبر الدعارة ممارسة قانونية، مثل هولندا وسويسرا وألمانيا. تكون الدعارة قانونية في معظم الدول الأوروبية عندما تكون مسجلة لدى دوائر الدولة الرسمية المخصصة لهذه الأغراض.
قام البرلمان البلجيكي في عام 2003 بإصدار مشروع قانون ينظم الدعارة باعتبارها نشاطا مشروعا، ويمنح العاملين في الانشطة الجنسية نفس الحقوق التي يتمتع بها العاملون في القطاعات الأخرى، خاصة الحق في الرعاية الصحية. ونجحت ألمانيا التي يعمل بها نحو 400 ألف عاهرة، في التسعينيات في تنظيم ما يعتبره البعض «أقدم مهنة في التاريخ» بحيث أصبح لممارساتها الحق في الحصول على معاشات التقاعد والتأمين الصحي، وحد أقصي لساعات العمل لا يتجاوز 40 ساعة عمل أسبوعيا في ظروف صحية مناسبة.
وقد أوجدت منظمات مؤخرا «يوم عالمي للمشتغلات بالدعارة» تثمينا لعملهن احتفي به عدة دول أوروبية.
حسب تقديرات منظمات الدفاع عن حقوق المرأة فإن ملايين النساء سنويا يتم استدراجهن طوعاً وقسراً لبيع أجسادهن. وهناك تقارير تشير إلى أن آلاف المومسات الموجودات في هولندا تم جلبهن من أوروبا الشرقية بالإضافة إلى بعض دول أمريكا اللاتينية.

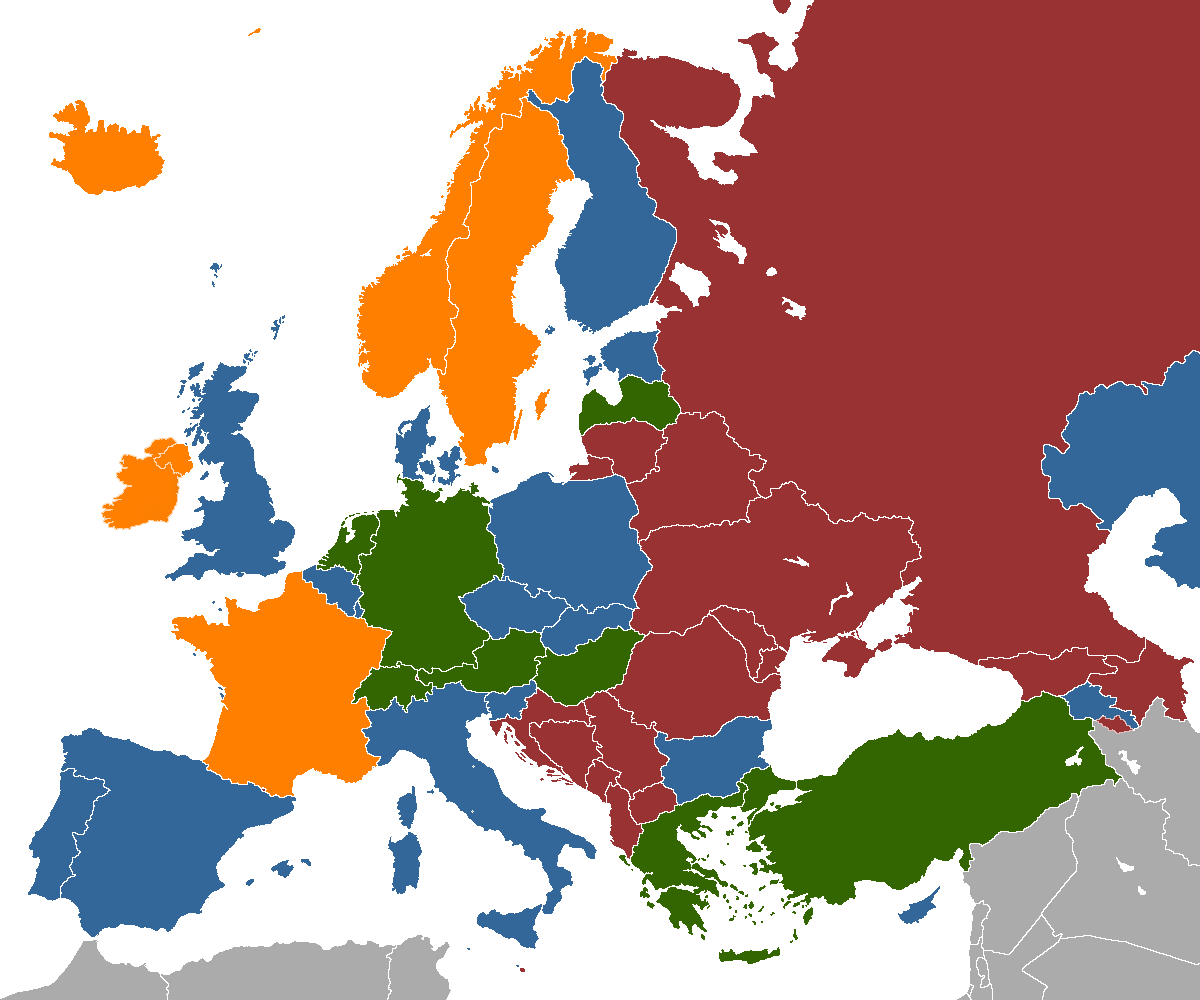
الدعارة مصرح بها قانونا ومنظمة
الدعارة مصرح بها قانونا لكن تنظيمها غير قانوني
الدعارة غير قانونية
لا توجد بيانات

### النمسا
في النمسا الدعارة قانونية وتحت التنظيم الحكومي. إلا أن القانون يعاقب من يمارس الجنس لمن هم أقل من 18 عاما بتهمة (الاعتداء الجنسي على الأحداث). كما أن القانون يفرض إجراء فحوص طبية على العاملين في هذه المهنة للتأكد من خلوهم من الإيدز والأمراض المنقولة جنسيا.
كما أن القانون الفيدرالي ولايات النمسا|لولايات النمسا يقوم بتحديد الأوقات والأماكن التي بالإمكان ممارسة الدعارة خلالها. حيث يشمل الابتعاد عن المدارس وأماكن العبادة.
لا تتمتع البغايا بمزايا الضمان الاجتماعي وحقوق العمال.[بحاجة لمصدر]

### بلجيكا
الدعارة أو البغاء في حد ذاته (تقديم خدمات جنسية بمقابل مادي) في بلجيكا غير ممنوع قانونا، إلا أن تشغيل بيوت للدعارة أو القوادة هو أمر غير قانوني حسب القانون البلجيكي.
يمنع على المهاجرات من خارج أوروبا العمل في صناعة الجنس وإذا احترفن البغاء فإن إقامتهن تلغى ويرحلن.[بحاجة لمصدر]

### الدنمارك
البغاء مسموح به في الدنمارك ولا عقاب عليه، ولكن صناعة الجنس تخضع إلى كثير من المحظورات.
يمنع على المهاجرات من خارج أوروبا العمل في صناعة الجنس وإذا احترفن البغاء فإن إقامتهن تلغى ويرحلن.

### فنلندا
أوضاع البغاء في فنلندا غير واضحة المعالم، ولكنها لا تعتبر غير شرعية ولا عقاب عليها.
ولكن يحرم على المهاجرات من خارج أوروبا العمل في صناعة الجنس، ويسفرن إذا أحترفن البغاء.

### فرنسا
صناعة الجنس والبغاء مسموح به في فرنسا، ولكن يمنع على المهاجرات من خارج أوروبا الحصول على تصريح للعمل في صناعة الجنس، ويتعرضن لإلغاء إقامتهن إذا مارسن الدعارة.

### آلمانيا
يسمح بالبغاء في ألمانيا، ولكن صناعة الجنس تواجه صعوبات خاصة بالنسبة للمهاجرات من خارج أوروبا، إذ تلغى إقامتهن ويرحلن قانونا.

### اليونان
يسمح بالبغاء في اليونان، بشرط حصول البغي على تصريح، ولكن صناعة الجنس تواجه صعوبات. ولا يسمح للمهاجرات من خارج أوروبا بممارسة البغاء أو العمل في صناعة الجنس، وترحل المهاجرة.

### آيرلندا
البغاء في حد ذاته (ممارسة الجنس مقابل الحصول على المال) غير ممنوع قانونا في جمهورية آيرلندا، إلا أن بعض النشاطات من قبيل عرض الممارسة على الزبائن في مكان عام أو تشغيل بيوت للدعارة أو القوادة هي ممنوعة قانونا. كما أن خدمة ال«إسكورت» أو «مرافقة الزبائن» متواجدة في المدن الآيرلندية.

### إيطاليا
البغاء مسموح به في إيطاليا ولا يوجد عليه عقاب. وتمنع الإساءة إلى البغايا، وكما أن بيوت الدعارة ممنوعة قانونا.
البغي لا تتمتع بحقوق العمال ومزايا الضمان الاجتماعي وتواجه الكثير من المتاعب. وبالنسبة للمهاجرات من خارج أوروبا لا يمكنهن الحصول على تصريح للعمل في البغاء، ولكن بصعوبة يمكنهن الحصول على تصريح للعمل كفنانة، والذي بموجبه يسمح لها بالعمل في مجال الترفيه في النوادي الليلية والبارات ورقص التعري.

### هولندا
الدعارة مصرح بها قانوناً في هولندا، كما أنها تخضع للاشراف والتنظيم. وفي السنوات الأخيرة تم إغلاق عدد من بيوت الدعارة بسبب الاشتباه في نشاطات إجرامية بها.
معظم العاملات في مجال الدعارة في هولندا هن من الأجنبيات حيث قدرت جريدة لوموند نسبتهم عام 1997 ب80 % وأن نحو 70% منهن لايملكن معاملات الهجرة القانونية، حيث توقعت الجريدة أن بعضاً منهم على الأقل هن ضحايا الاتجار بالجنس والدعارة القسرية.
والمهاجرات العاملات في صناعة الجنس لا يتمتعن بمزايا العمال الممنوح للباغيات. وتصريح العمل للمهاجرات كباغيات صعب جداً ونادراً ما يمنح.

### إسبانيا
البغاء وصناعة الجنس شرعية ومسموح بها، ولكنها تعتبر منافية للأخلاق العامة. لذا فإن البغي لا تتمتع بحقوق العمال والضمان الاجتماعي، وتواجه الكثير من المصاعب. ولا يمنح تصريح للمهاجرات من خارج أوروبا للعمل في البغاء وصناعة الجنس.

### المملكة المتحدة
الدعارة في حد ذاتها (تقديم خدمات جنسية بمقابل مادي) في المملكة المتحدة غير ممنوع قانونا، إلا أن جميع النشاطات المحيطة بها مثل الدعوة لتقديم الخدمات الجنسية في مكان عام، أو التربص والسير ببطء بداعي الممارسة "kerb crawler" أو تشغيل بيوت للدعارة أو القوادة أو خدش الحياء العام بممارسة الجنس في الأماكن العامة أمر غير مسموح به حسب القانون البريطاني.
ولكن صناعة الجنس تواجه متاعب كثيرة. وبالنسبة للمهاجرات من خارج أوروبا لا يمنحون تصريحاً للعمل في صناعة الجنس، والعمل به يؤدي إلى إلغاء تصريح الإقامة في بريطانيا.[بحاجة لمصدر]

## الدعارة في الأمريكتين

### الولايات المتحدة

نيفادا (مظللة باللون الأحمر) هي الولاية الوحيدة في الولايات المتحدة التي تعتبر الدعارة قانونية. علاوة على ذلك، فهو قانوني فقط في أجزاء معينة من الولاية.

الدعارة غير قانونية في الغالبية العظمى من الولايات المتحدة نتيجة لقوانين الولاية وليس القوانين الفيدرالية. ومع ذلك، فهو قانوني في بعض المقاطعات الريفية داخل ولاية نيفادا. ومع ذلك، فإن الدعارة تحدث في أماكن أخرى من البلاد.
إن تنظيم الدعارة في البلاد ليس من بين الصلاحيات المذكورة للحكومة الفيدرالية. لذلك فإن السماح أو حظر أو تنظيم الجنس التجاري هو من اختصاص الولايات حصريًا بموجب التعديل العاشر لدستور الولايات المتحدة، إلا بقدر ما يجوز للكونغرس تنظيمه كجزء من التجارة بين الولايات بقوانين مثل قانون مان. في معظم الولايات، تعتبر الدعارة جنحة ضمن فئة جرائم النظام العام – الجريمة التي تعطل نظام المجتمع. كانت الدعارة تعتبر في وقت من الأوقات أجريمة التشرد.

### كندا
في كندا يثير هذا الموضوع اهتمام الأكاديمية والدراسات النسوية للاتجاهات الرسمية الحكومية التي تميل إلى تحريمه، واعتباره جريمة لوقاية النساء والمجتمع من الأمراض المنقولة جنسيا وخاصةً الإيدز. كذلك هناك موجة من الأكاديميين والناشطين في المجتمع المدني هبوا للدفاع عن البغايا والمطالبة بحقوقهن المهضومة في كندا، خاصة فيما يتعلق باغتصاب النساء العاملات في صناعة الجنس، وتشير هذه المجموعة إلى أن منع البغاء لا يحمي النساء والمجتمع، لأنه سيتحول إلى عمل في الخفاء مما يسيء إلى النساء والمجتمع.

## الدعارة في آسيا

### اليابان
في بعض الدول، مثل اليابان، قانونية الدعارة ترجع إلى نوعها ودقة تعريفها، فقد سن عام 1956 قانون بشأن الدعارة في البلاد ينص على «أنه لا يجوز لأي شخص أن يمارس الدعارة أو يصبح زبونا لها»، أي أن القانون يجرم الدعارة تحت ما يندرج ضمن فعل «الجماع» فقط أو «الإيلاج» وليس أي ممارسات أخرى. أما المداعبات الجنسية الفموية فمسموحة كذلك فان تجارة الجنس غير ممنوعة في البلاد، وتقدر عائداتها ب 2.5 ترليون ين ياباني سنويا، أي ما لا يقل عن 1% من الناتج القومي الإجمالي، وهذا يعادل الميزانية المالية المخصصة للدفاع في اليابان.

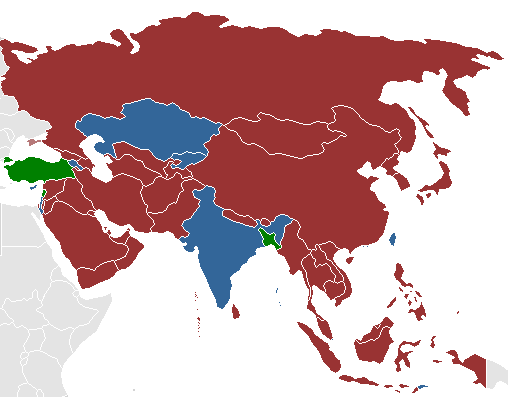
الدعارة مصرح بها قانونا ومنظمة
الدعارة مصرح بها قانونا لكن تنظيمها غير قانوني
الدعارة غير قانونية
لا توجد بيانات

### تايلاند
الدعارة في تايلاند تعتبر «قانونية» ويُغض الطرف عن ممارستها، كما توجد بيوت دعارة. وهناك أماكن أخرى يتواجد بها العاملون في هذا المجال كالمراقص وصالات التدليك. وتعيش نسبة كبيرة من النساء العاملات في هذا المجال في أوضاع إنسانية صعبة.

### إندونيسيا
الدعارة في إندونيسيا تعتبر من الناحية القانونية «جريمة ضد الآداب والأخلاق»، على الرغم من أنها تمارس على نطاق واسع في إندونيسيا، ومتسامح معها وحتى في بعض المناطق بعض النساء لهن دوافع مالية ليصبحن مومسات، في حين أن البعض الآخر قد يجبرهن الأصدقاء أو الأقارب أو الأجانب.

### الفلبين
الدعارة في الفلبين غير قانونية، على الرغم من التسامح معها إلى حد ما، مع ندرة تطبيق القانون فيما يتعلق بالعاملين في مجال الجنس. تصل العقوبات إلى السجن مدى الحياة للمتورطين في الاتجار بالبشر، وهو ما يغطيه قانون مكافحة الاتجار بالأشخاص لعام 2003.  الدعارة متاحة من خلال الحانات، وبارات الكاريوكي، وصالات التدليك، وبيوت الدعارة (المعروفة أيضًا باسم كازا)، والباعة المتجولين في الشوارع، وخدمات المرافقة.

### ماليزيا
الدعارة في ماليزيا محظورة في جميع الولايات على الرغم من انتشارها في البلاد. الأنشطة ذات الصلة مثل الإغواء وبيوت الدعارة غير قانونية. قد يُعاقب المسلمون المدانون بالبغاء في ولايتي ترغكانو وكلانتان التي يحكمهم الحزب الإسلامي الماليزي بالضرب بالعصا في الأماكن العامة.

### الهند
الدعارة قانونية في الهند، ولكن عددًا من الأنشطة ذات الصلة بما في ذلك الإغراء، وامتلاك أو إدارة بيت دعارة، والدعارة في فندق،  وبغاء الأطفال، والقوادة غير قانونية. ومع ذلك، هناك العديد من بيوت الدعارة التي تعمل بشكل غير قانوني في المدن الهندية بما في ذلك مومباي ودلهي وكلكتا وبنغالور وتشيناي.

### بنغلاديش
في بنغلاديش تعتبر «دعارة النساء» قانونية فيما «دعارة الذكور» غير قانونية.
استنادا إلى منظمة العمل الدولية التابعة للأمم المتحدة فإن غالبية المومسات في جنوب شرق آسيا يعملن في هذه المهنة طواعية، لأن العائد المادي منها أفضل بكثير من العمل الشاق في المصانع.

## الدعارة في الشرق الأوسط وشمال إفريقيا
رغم تواجده يعتبر البغاء غير قانوني إجمالاً، وفي أغلب الأوساط العربية تعتبر الدعارة «شيء غير أخلاقي» ومخالف للقانون، وفي بعض الدول يتم محاسبة ممارسيها. إلا أنه في غالب الأحيان يتم غض الطرف عنها، إذا كان برضى الطرفين دون اجبار. وتتم ممارسة الدعارة خارج رقابة القانون.
ولكن توجد في دول عربية كما في دول أخرى أحياء كاملة مخصصة لممارسة الدعارة، وتتجاهل السلطات الحكومية هذه البؤر وتغض الطرف عما يدور فيها إلا في مناسبات محدودة ولأغراض سياسية أو أمنية.[بحاجة لمصدر]

### تركيا
الدعارة في تركيا قانونية ومنظمة، حيث ينبغي على النساء العاملات في هذا المجال الحصول على بطاقة خاصة من الحكومة والخضوع للاشراف الصحي المستمر، كما أن هناك بيوت للدعارة تخضع للاشراف الحكومي في معظم المدن التركية.

### تونس
الدعارة في تونس غير قانونية ولكن قبل الثورة التونسية كانت الدولة تعطي تراخيص لمن تمتهن هذه المهنة ونظّمت هذا القطاع. ففرضت أجهزتها رقابة أمنية وصحية مشددة على هذه المواخير المرخصة لضمان عدم إنتشار الأمراض المنقولة جنسيا لكن بعد الثورة التونسية سنة 2011 جدت مظاهرات في كل الولايات مطالبة بغلق هذه المواخير. وقد تم فعلًا غلق جزء هام منها. وسنة 2021 قامت السلطات التونسية بإغلاق ماخور سيدي عبد الله ڤش «أخر ماخور قانوني في البلاد». أما الدعارة حاليا في تونس ممنوعة قانونًا. وينص الفصل 231 من المجلة الجزائية أن النساء «اللاتي يمتهن هذه المهنة» يعرضن أنفسهن بالإشارة أو بالقول أو يتعاطين الخناء ولو صدفة يعاقبن بالسجن من ستة أشهر إلى عامين وبخطية من عشرين دينارًا إلى مائتي دينار. ويضيف الفصل «يُعتبر مشاركًا ويعاقب بنفس العقوبات كل شخص اتصل بإحدى تلك النساء جنسيًا». كما يعاقب الفصل 232 من نفس المجلة الوسيط في الخناء بالسجن من عام إلى 3 أعوام وبالخطية من 100 إلى 500 دينارًا.

### الإمارات
في الإمارات العربية المتحدة الدعارة ممنوعة قانوناً. إلا أنها موجودة في بعض إمارات الدولة خصوصاً في المناطق السياحية مثل دبي وعجمان، كما أن التسهيلات الحكومية للاستثمار الأجنبي في البلاد أدى لوجود ثغرات في قانون الهجرة الإماراتي مما جلب الكثير من النساء الأجنبيات خصوصا من دول أوروبا الشرقية ودول الاتحاد السوفيتي السابقة مثل أوكرانيا ودول جنوب شرق آسيا مثل الفلبين وتايلند وبنغلاديش وبعض دول شمال أفريقيا، وذلك للعمل في المنشآت السياحية والفنادق والملاهي الليلية، ومنشآت الاستجمام فيما يتم إستغلالهن للعمل في الدعارة بشكل منظم يصعب السيطرة عليه من قبل الدوائر الرسمية.

### اليمن
حسب القانون اليمني فإن الدعارة غير قانونية في اليمن إلا أن السياحة الجنسية موجودة فيما يعرف محلياً باسم «سياحة الزيجات». يعاقب القانون على الدعارة بالحبس 3 سنوات.

### السعودية
حسب القانون السعودي والذي يستند إلى أحكام الشريعة الإسلامية فإن الدعارة بكافة أشكالها ممنوعة في السعودية وعقوبتها ما بين السجن لمدد تصل إلى 15 عام وكثير من الأحيان يطبق حكم السجن بالإضافة للجلد بحسب الحكم الإسلامي على ممارسي الجنس من غير المتزوجين. ونتيجة للتضييق الحكومي على ممارسة الجنس خارج حدود الزواج يلجأ من يريدون البغاء والدعارة من الشباب إلى دول أخرى، وإجمالاً ليست السعودية خيارا متاحا لتجارة البغاء لصعوبة أو استحالة دخول النساء الأجنبيات لغرض البغاء والتعقيدات الحكومية لإعطاء تأشيرات للأجانب لغير أغراض واضحة مثل العمل أو الحج والعمرة.
في السابق، كانت هيئة الأمر بالمعروف والنهي عن المنكر تراقب السلوكيات العامة للمجتمع وتقبض على المخالفين للمنهج الإسلامي، والتي تلاشى دورها في عام 2018 بعد أن حدا من صلاحياتها. كما أن النساء عموما في السعودية بحسب الثقافة يرتدين الحجاب الإسلامي الكامل بما في ذلك النساء الأجنبيات القادمات للسعودية مسلمات أو غير مسلمات ولكنه خيارياً وليس اجبارياً.

### إسرائيل
الدعارة حسب القانون في إسرائيل مصرح بها كما يسمح القانون ببيوت الدعارة إلا أن القانون الإسرائيلي يمنع القوادة. وفي ديسمبر 2009 قدم مشروع قانون من قبل نواب في الكنيست الإسرائيلي لمنع الدعارة.

### مصر
في مصر الدعارة ممنوعة حسب القانون المصري، وإن كانت قانونية في الماضي حتى عام 1949 حتي الغاها النائب سيد جلال،
وتوجد شرطة خاصة تسمى «شرطة الآداب» تختص بمكافحة الدعارة والدعارة يقصد بها في القانون المصري ممارسة البغاء باعتياد وبدون تمييز وهي الجرائم المعاقب عليها وفقا لقانون مكافحة الدعارة رقم 10 لسنة 1961. ومع ذلك لا تزال الدعارة موجودة في مصر تمارسها مصريات أو نساء من جنسيات أخرى كالقادمات من دول شرق أوروبا وأسيا.

### السودان
حسب القانون السوداني والذي يستند إلى الشريعة الإسلامية فإن الدعارة بكافة أشكالها ممنوعة في السودان بصورة مطلقة وعقوبتها الجلد 100 جلدة والسجن في حالة تكرارها ويطبق حكم السجن على ممارسي الدعارة المنظمة، ونسبة للتضييق الحكومي على ممارسة الجنس خارج حدود الزواج، يلجأ من يريدون البغاء والدعارة من الشباب إلى دول أخرى، مثل إثيوبيا واريتريا. وتوجد شرطة مختصة تسمى شرطة أمن المجتمع.

### إيران
حسب القانون الإيراني والذي يستند إلى الشريعة الإسلامية فإن الدعارة بكافة أشكالها ممنوعة في إيران أما العقوبة فتتراوح بين الجلد والسجن والرجم.

### المغرب
في المغرب تعتبر الدعارة ممنوعة حسب القانون المغربي إلا أنها تتواجد بشكل غير قانوني وغير منظم.

### لبنان
في لبنان البغاء غير شرعي قانونا رغم انتشاره بشكل لافت للانتباه. والتناقض هنا في القانون اللبناني، إذ أنه يمنح المهاجرة خصوصاً من أوروبا الشرقية وروسيا تصريحاً للعمل كداعرة.[بحاجة لمصدر]

### الأردن
حسب القانون الأردني فان الدعارة غير قانونية في الأردن.

### سوريا
في سوريا الدعارة ممنوعة حسب القانون، وتوجد شرطة خاصة تسمى «الشرطة الأخلاقية» تختص بمكافحة الدعارة والأمور التي تمس الأخلاق.

### البحرين
بحسب القانون البحريني فإن الدعارة ممنوعة نظاماً، إلا أن التوجه السياحي للبلاد أوجد الكثير من الممارسات المخالفة للقانون مثل الدعارة وتجارة الخمور والملاهي الليلية، وتغض الطرف الجهات الرسمية عن ممارسة الدعارة والخمور والملاهي الليلية في بعض المناطق وسط العاصمة المنامة.